# Thomas Bohlen
Thomas Bohlen (* 23. April 1968 in Aurich) ist ein deutscher Geophysiker.

## Leben und Wirken
Nach Diplom (1994), Promotion (1998) und Habilitation in der Geophysik an der Christian-Albrechts-Universität zu Kiel erhielt Bohlen von 2006 bis 2009 eine Professur für Prospektionsgeophysik an der Technischen Universität Bergakademie Freiberg. Danach wurde er in Nachfolge von Peter Hubral Professor für Angewandte Geophysik am Karlsruher Institut für Technologie (vormals: Universität Karlsruhe).
Seine  Forschungsschwerpunkte sind Finite-Differenzen-Simulation seismischer Wellen (FD), Inversion seismischer Wellenfelder (FWT) und Abbildungsverfahren in der Reflexionsseismik. Er ist im Vorstand der Deutschen Geophysikalischen Gesellschaft (DGG) und Mitglied des Forschungskollegium Physik des Erdkörpers (FKPE) und des Wave-Inversion-Technology Consortium (WIT).  Unter seinen Drittmittel-Projekten finden sich sowohl öffentlich- wie auch industriefinanzierte.
Darüber hinaus ist er Mitglied des Ausschusses „Endlagerung radioaktiver Abfälle“ der Entsorgungskommission.